# Соколовка (Кызылжарский район)
Соколовка (каз. Соколовка) — село в Кызылжарском районе Северо-Казахстанской области Казахстана. Административный центр и единственный населённый пункт Соколовского сельского округа. Код КАТО — 595067100.

## География
Село расположено на левом берегу реки Ишим.
В 1 км к северу от села находится озеро Лебяжье, 5 км к северо-востоку — озеро Полковниково.

## Население
В 1999 году население села составляло 3773 человека (1863 мужчины и 1910 женщин). По данным переписи 2009 года в селе проживало 1324 человека (446 мужчин и 878 женщин).